# Hamari Traoré
Hamari Traoré, född 27 januari 1992 i Bamako, är en malisk fotbollsspelare som spelar för Real Sociedad.

## Karriär
Den 16 juni 2017 värvades Traoré av Rennes, där han skrev på ett fyraårskontrakt. I september 2020 skrev Traoré på ett nytt treårskontrakt med klubben.
Den 9 juni 2023 värvades Traoré av Real Sociedad, där han skrev på ett tvåårskontrakt.